# Altenbergsteg
L'Altenbergsteg est une passerelle piétonne métallique qui traverse l'Aar dans la ville de Berne, en Suisse.

## Histoire
La passerelle, longue de 54 mètres et large de 2 mètres relie la vieille-ville de Berne au quartier d'Altenberg. Construit en 1857 en remplacement d'un ancien pont en bois avec péage datant de 1834, il est le plus ancien pont suspendu à chaînes d'acier du pays. En 1898, le pont du Kornhaus est construit en dessus et à quelques mètres de distance de la passerelle.
La traversée de la passerelle, inscrite comme bien culturel suisse d'importance nationale, est interdite aux véhicules et n'est pas recommandée aux pratiquants de la course à pied.

## Source
- (de) Cet article est partiellement ou en totalité issu de l’article de Wikipédia en allemand intitulé « Altenbergsteg » (voir la liste des auteurs).